# Apseudomorpha avicularia
Apseudomorpha avicularia is een naaldkreeftjessoort uit de familie van de Metapseudidae. De wetenschappelijke naam van de soort is voor het eerst geldig gepubliceerd in 1914 door Barnard.